# Lotononis racemiflora
Lotononis racemiflora är en ärtväxtart som beskrevs av B.-e.van Wyk. Lotononis racemiflora ingår i släktet Lotononis och familjen ärtväxter. Inga underarter finns listade i Catalogue of Life.